# マイヤーリス・アンガリータ
マイヤーリス・アンガリータ・ロブレス（Mayerlis Angarita Robles）は、人権活動家である。コロンビアの内戦で母親が行方不明になった後、父親は亡命した。アンガリータは紛争被害者の女性のために活動し、「Narrar para Vivir」という団体を設立した。彼女はUN Womenと緊密に連携している。

## 生涯
彼女は1980年頃、コロンビアのボリバル奪還地域のサン・フアン・ネポムセノで生まれた。 彼女は幼い頃から自分の意見を持っていた。彼女は自分の髪を思い通りにできるように、5歳のときに自分で髪を切った。彼女はサッカーが好きで、秘書になるべきだという父親の希望にもかかわらず、法律の世界で働きたいと決心した。彼女が15歳のときに叔父が殺害され、母親のグロリア・ロブレス・サングイーノが「失踪」した。彼女の父親は引っ越したが、避難民はほとんど尊重されなかったため、彼女にとって問題が生じた。

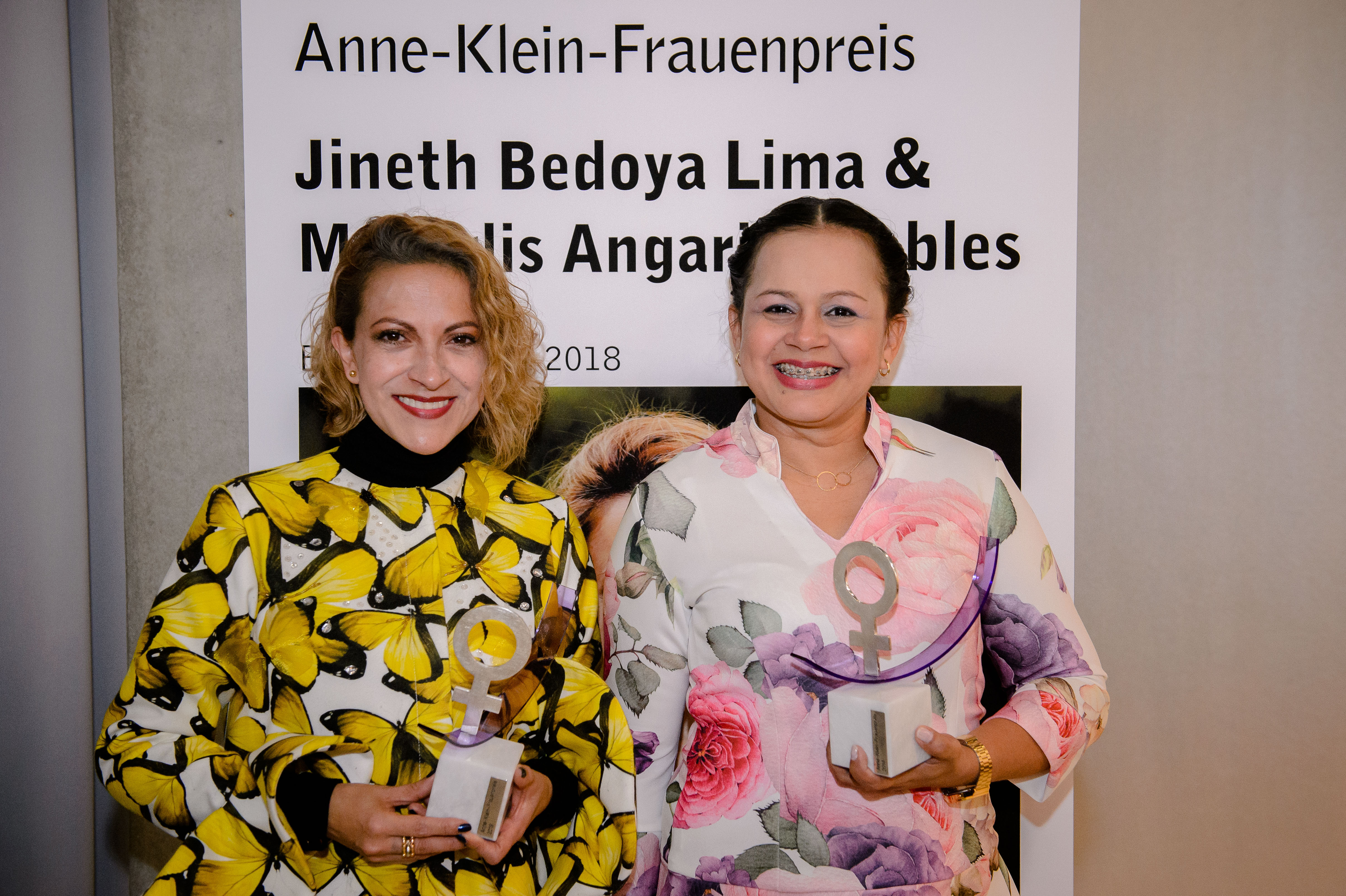
アンガリータとジネス・ベドヤ・リマ、アン・クライン・ウィメンズ・アワードにて。

彼女は2000年3月26日に「Narrar para Vivir (生きるために語る) 」という組織を設立した。彼女はマカエポ虐殺の余波を見てから1か月後にこれを行うことに感動した。それ以来、組織内の女性は数十回暴行を受けており、彼女も2018年までに3回暴行を受けた。
2018年にアン・クライン・ウィメンズ・アワードを受賞。彼女は同じくコロンビア人のジネス・ベドヤ・リマと共同で受賞した。彼らは一緒に働いているわけではないが、紛争中の女性と少女の窮状を二人とも懸念していた。
2021年の国際女性デー（3月8日）に、マイヤーリス・アンガリータに米国国務長官のトニー・ブリンケンから国際勇気ある女性賞が授与された。式典は新型コロナウイルス感染症（COVID-19）のパンデミックが続いているためバーチャルで行われ、ファーストレディのジル・バイデン博士による演説も含まれた。授賞式の後、14人の受賞者全員が、国際訪問者リーダーシップ プログラムの一環として仮想交流に参加することができた。異例なことに、アフガニスタンで亡くなったさらに7人の女性も賞に含まれていた。